# Küküllőkőrösi erődtemplom
A küküllőkőrösi erődtemplom műemlékké nyilvánított épület Romániában, Szeben megyében. A romániai műemlékek jegyzékében az SB-II-a-A-12371 sorszámon szerepel.